# Erika Seyama
Erika Nonhlanhla Seyama (sinh ngày 19 tháng 1 năm 1994) là một vận động viên người Swazi chuyên nhảy cao. Cô đã giành được huy chương vàng tại Giải vô địch châu Phi 2018 ở Asaba.
Thành tích cá nhân tốt nhất của cô là 1,83 mét thiết lập tại Asaba vào năm 2018.

## Thành tích giải đấu
| Năm                   | Giải đấu              | Địa điểm              | Thứ hạng              | Nội dung              | Chú thích             |
| Representing Eswatini | Representing Eswatini | Representing Eswatini | Representing Eswatini | Representing Eswatini | Representing Eswatini |
| --------------------- | --------------------- | --------------------- | --------------------- | --------------------- | --------------------- |
| 2016                  | African Championships | Durban, South Africa  | 11th                  | High jump             | 1.65 m                |
| 2017                  | Universiade           | Taipei, Taiwan        | 14th (q)              | High jump             | 1.70 m                |
| 2018                  | Commonwealth Games    | Gold Coast, Australia | 13th                  | High jump             | 1.70 m                |
| 2018                  | African Championships | Asaba, Nigeria        | 1st                   | High jump             | 1.80 m                |